# Stenopterygia postica
Stenopterygia postica är en fjärilsart som beskrevs av Walker 1857. Stenopterygia postica ingår i släktet Stenopterygia och familjen nattflyn. Inga underarter finns listade i Catalogue of Life.